# Hacıqabul
Hacıqabul (ryska: Кази-Магомед) är en distriktshuvudort i Azerbajdzjan.   Den ligger i distriktet Hacıqabul Rayonu, i den östra delen av landet, 90 km väster om huvudstaden Baku. Antalet invånare är 23 102.
Terrängen runt Hacıqabul är huvudsakligen platt, men norrut är den kuperad. Närmaste större samhälle är Şirvan, 11,3 km söder om Hacıqabul.
Omgivningarna runt Hacıqabul är i huvudsak ett öppet busklandskap. Runt Hacıqabul är det tätbefolkat, med 982 invånare per kvadratkilometer.